# Prades (Ariège)
Prades (in occitano Pradas) è un comune francese di 50 abitanti situato nel dipartimento dell'Ariège nella regione dell'Occitania.
I suoi abitanti sono chiamati Pradéens.

## Geografia fisica
Il comune è situato sui Pirenei, sul fiume Hers-Vif che trova ivi la sua fonte.

## Società

### Evoluzione demografica

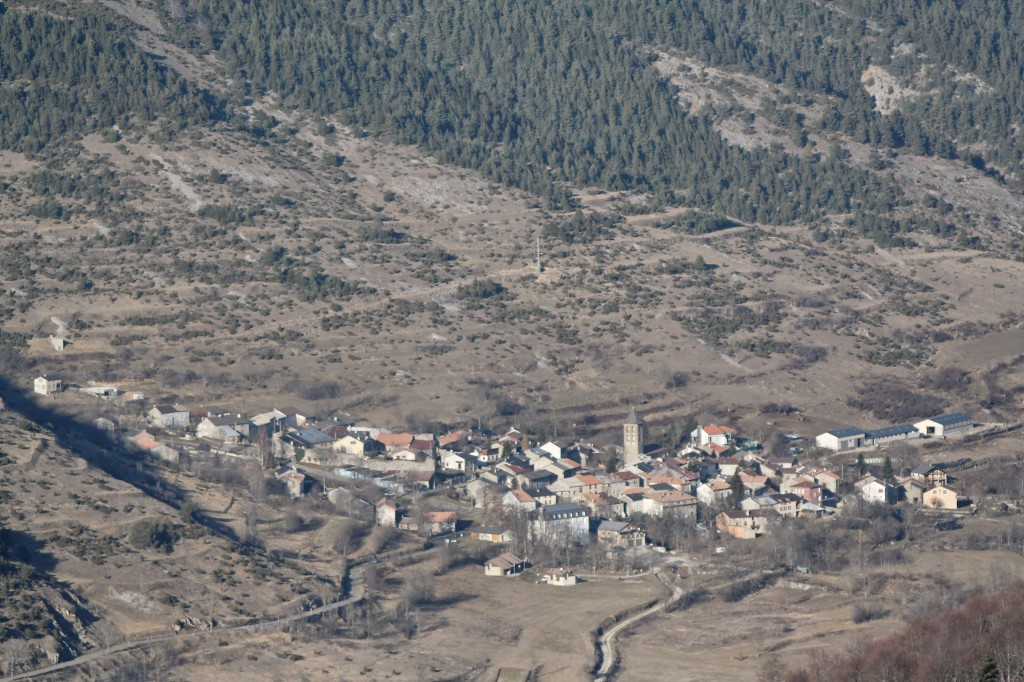
Prades dall'alto

Abitanti censiti